# NGC 2410
NGC 2410 (другие обозначения — UGC 3917, MCG 5-18-23, ZWG 147.43, ZWG 177.35, IRAS07318+3255, PGC 21336) — спиральная галактика с перемычкой (SBb) в созвездии Близнецов. Открыта Трумэном Саффордом в 1867 году.
Удалена на 220 миллионов световых лет, её диаметр составляет 150 тысяч световых лет. Является сейфертовской галактикой типа 2.
Этот объект входит в число перечисленных в оригинальной редакции «Нового общего каталога».
Галактика NGC 2410 входит в состав группы галактик NGC 2410. Помимо NGC 2410 в группу также входят IC 2193, IC 2196, IC 2199 и UGC 3904.